# Чан А Сен, Хендрик Рудольф
Хендрик «Хенк» Рудольф Чан А Сен (нидерл. Hendrick Rudolf Chin A Sen; 18 января 1934, Албина, Нидерландская Гвиана — 11 августа 1999, Парамарибо, Суринам) — суринамский политический деятель, президент Суринама (1980—1982).

## Биография
В 1959 году окончил медицинский факультет университета Парамарибо. Проходил практику в Нидерландах, вернувшись на родину в 1961 году, работал в больнице Сент-Винсент в Парамарибо.
В это же время вступил в Национальную республиканскую партию Суринама.
15 марта 1980 года после военного переворота, совершённого военными во главе с Дезире Делано Боутерсе, он был назначен премьер-министром. Это назначение было неожиданным, поскольку Чан А Сен не был активно вовлечён в политическую жизнь страны. Однако вскоре стало ясно, что своими действиями он стремится ограничить власть Национального Военного Совета (НВС) и вернуться к демократии.
После вынужденной отставки Йоханна Ферье в августе 1980 года он становится президентом Суринама.
В 1981 году напряжённость в отношениях между президентом и НВС усилилась. Годовщина нахождения у власти Чан А Сена, 18 января 1982 года, стала поводом для проведения его сторонниками демонстрации против нахождения у власти военных.
НВС к февралю 1982 года распустил парламент, отменил действие конституции и в конечном итоге отправил в отставку президента и кабинет министров «ввиду разногласий политического характера». Тысячи суринамцев эмигрировали в Нидерланды, в том числе и Чан А Сен. Там он сформировал Движение за освобождение Суринама для борьбы с диктаторским режимом.
В 1995 году он вернулся на родину, где возобновил свою работу в качестве терапевта.
Умер 11 августа 1999 года в возрасте 65 лет в Парамарибо.